# 鳥谷坂トンネル

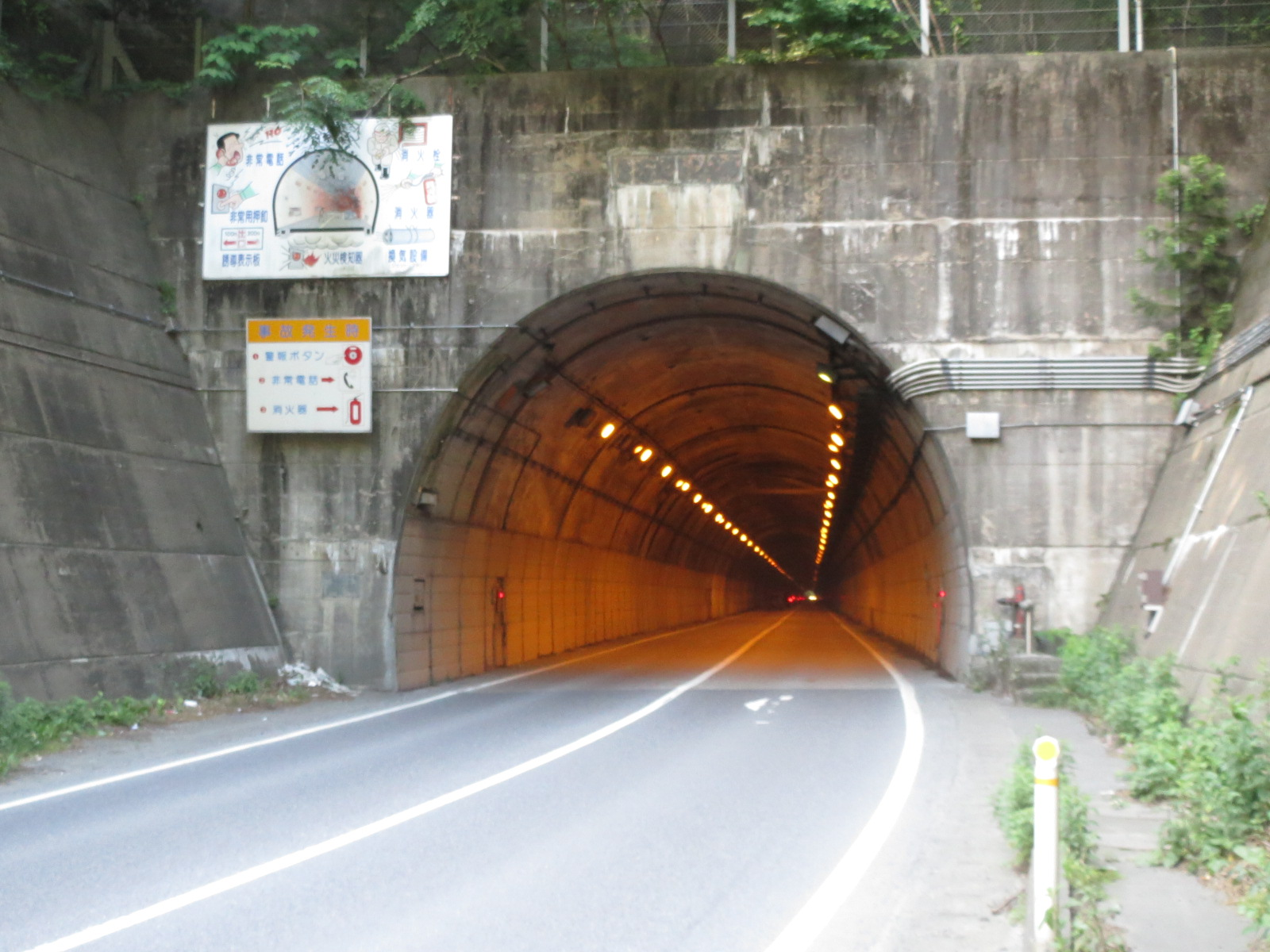
鳥谷坂トンネル南側坑口

鳥谷坂トンネル（とやさかトンネル）は、岩手県釜石市を通る国道45号の道路トンネルである。

## 概要
釜石市中心部と市内鵜住居地区を結ぶトンネルである。当トンネルが開通する前は現在の岩手県道242号水海大渡線のルートを通っていた。現在西側に三陸沿岸道路が平行している。
なお当トンネルの南側はすぐ釜石バイパス北口交差点で、旧道とは宮古方面のみ接続可能である。

### 路線データ
- 長さ:1,350m
- 完成:1969年